# En casa
En casa es una miniserie española de antología multi-género que consiste en cinco capítulos, cada uno de ellos escrito y dirigido por Rodrigo Sorogoyen, Elena Martín, Leticia Dolera, Carlos Marques-Marcet y Paula Ortiz. Los cinco capítulos retratan cada uno a su propio protagonista o grupo de protagonistas y cómo el confinamiento por el coronavirus afecta a su psicología. Es la tercera serie española en tratar el coronavirus, después de Diarios de la cuarentena y la catalana Jo també em quedo a casa. 
Se estrenó el 3 de junio en HBO España, siendo su segunda serie original después de Foodie Love.

## Trama
En casa es una serie que retrata cinco historias de ficción distintas, desde diferentes géneros como el drama o la comedia, o hasta los tintes fantásticos como los del terror y la ciencia ficción. Todas tienen un tema principal en común: tratan de personas que ven su forma de ver la vida afectadas, ya sea a mejor o a peor, después de declararse el estado de alarma por la pandemia del coronavirus.

## Reparto[1]

### Capítulo 1 - Una situación extraordinaria
- Rodrigo Sorogoyen - Carlos
- Marta Nieto - Sara

### Capítulo 2 - Mira este vídeo de gatitos
- Max Grosse
- Elena Martín
- Juan Luis Batalla
- María Pleguezuelos
- Max Feriche
- Katarina Grbic
- Román Cadafalch

### Capítulo 3 - Mi jaula
- Leticia Dolera
- Álex García
- Núria Gago
- Henar Álvarez

### Capítulo 5 - Así de fácil
- Celia Freijeiro - Marta
- Julia de Castro - Nuria

## Capítulos
| N.º | Título                         | Dirigido por          | Escrito por           | Género(s)                                | Fecha de emisión original |
| --- | ------------------------------ | --------------------- | --------------------- | ---------------------------------------- | ------------------------- |
| 1 | «Una situación extraordinaria» | Rodrigo Sorogoyen     | Rodrigo Sorogoyen     | Terror psicológico, Thriller psicológico | 3 de junio de 2020        |
| Un hombre empieza a notar comportamientos extraños y hasta alguna característica física en su amante,y empieza a sospechar algo aterrador.                   |                                |                       |                       |                                          |                           |
| 2 | «Mira este vídeo de gatitos»   | Elena Martín          | Elena Martín          | Comedia dramática                        | 3 de junio de 2020        |
| Siete veinteañeros y tres gatos se confinan en una nave industrial mientras intentan alejarse de los vicios de la familia tradicional.                       |                                |                       |                       |                                          |                           |
| 3 | «Mi jaula»                     | Leticia Dolera        | Leticia Dolera        | Terror psicológico, Avant-garde          | 3 de junio de 2020        |
| Confinada sola en su propia casa durante la pandemia, una mujer descubre que está en una jaula - solo que no es el tipo de jaula en el que ella creía estar. |                                |                       |                       |                                          |                           |
| 4 | «Viaje alrededor de mi piso»   | Carlos Marqués-Marcet | Carlos Marqués-Marcet | Ciencia ficción, Experimental            | 3 de junio de 2020        |
| Una mujer se embarca en un viaje por los diferentes lugares a los que le pueden transportar cada uno de los objetos de su apartamento.                       |                                |                       |                       |                                          |                           |
| 5 | «Así de fácil»                 | Paula Ortiz           | Paula Ortiz           | Comedia romántica, Blanco y negro        | 3 de junio de 2020        |
| Dos amigas se ven inesperadamente forzadas a convivir juntas en medio de la pandemia, justo el día en que una de ellas fue dejada por su pareja.             |                                |                       |                       |                                          |                           |

## Producción
El 14 de abril de 2020, HBO España anunció que estaba desarrollando una serie de antología de cinco capítulos sobre la pandemia del coronavirus, llamada En casa, y que estaría a cargo de Leticia Dolera, Rodrigo Sorogoyen, Paula Ortiz, Carlos Marqués-Marcet y Elena Martín. El reparto se desveló el 4 de mayo de 2020. Las tramas de los capítulos se desvelaron junto con el tráiler final el 29 de mayo de 2020, cinco días antes del estreno.

## Lanzamiento
El 14 de mayo de 2020, HBO España sacó el primer teaser trailer de la serie, en el cual desveló que la serie se estrenaría el 3 de junio de 2020. Un segundo tráiler más detallado, descrito como el tráiler final, fue lanzado el 29 de mayo de 2020, tan solo cinco días antes del estreno.